# گروه اف‌تی‌اس‌ای
گروه اف‌تی‌اس‌ای (به انگلیسی: FTSE Group) یا گروه فوتسی شرکت کارگزار بورس بریتانیایی است، که به‌عنوان اپراتور و برگزارکننده بازار بورس لندن فعالیت می‌کند و در عمل مجری شاخص بازار سهام و اطلاعات مرتبط با شاخص‌ها است.
گروه اف‌تی‌اس‌ای در سال ۱۹۹۵ توسط شرکت پیرسون (مالک فایننشیال تایمز) تأسیس شد و در سال ۲۰۱۱ کلیه سهام آن توسط گروه بورس اوراق بهادار لندن خریداری گردید. دفتر مرکزی این شرکت در شهر لندن، بریتانیا قرار دارد.